# Дом Жеребцова
 Дом Жеребцова  — двухэтажный особняк Михаила Ильича Жеребцова в городе Таганроге Ростовской области.  Объект культурного наследия регионального значения, решение № 301 от 18.11.92 г.

## История
Двухэтажный особняк, дом Жеребцова, был построен во второй половине XIX века. В 1860-х годах этот дом принадлежал Ольденбургскому и Французскому агенту Александру Федоровичу Гемерле, который в 1870-х годах служил консулом Северогерманского союза. В 1872 году, когда в городе было установлено городовое управление, Гемерле был избран в его состав.
В конце 1880-х годов здание отошло к крупному землевладельцу, купцу 1-й гильдии, потомственному почётному гражданину Михаилу Ильичу Жеребцову (1821—1893). Он входил в третий состав городской думы Таганрога (1880), где исполнял обязанности заступающего головы, был старостой церкви св. Марии Магдалины. Награждён орденами Святой Анны II степени, Святого Станислава II степени, золотой и двумя серебряными медалями «За усердие». Отец мелиоратора Александра Михайловича Жеребцова. В эти годы цена увеличилась вдвое с 3,5 тысяч до 7 тысяч, видимо здание новым хозяином было перестроено.
В конце 1880-х годов это было двухэтажное здание, построенное в стиле эклектики. На его крыше по периметру со всех сторон находилось около двадцати амфор. На фасаде по фризу были сделаны красивые консоли, под ними — барельефы львов, женских и детских головок, а между ними вазы с гирляндами.  Над парадной дверью было устроено двухчастное окно.
Считается, что фамилия Жеребцов, так же как и Кобылин, стала А. П. Чехову толчком к написанию рассказа «Лошадиная фамилия». Здание в  1992 году было внесено в список памятников культуры и архитектуры регионального значения.
Зимой 1917-1918 года во дворе этого дома были склады оружия Заамурского запасного полка. Во время январского восстания 1918 года рабочие пыталась завладеть оружием, но были схвачены и расстреляны. В январе-апреле 1918 года здесь располагался городской комитет РКП(б) во главе с А. К. Глушко.
Во время немецкой оккупации Таганрога в 1941 году в городе был дом терпимости для немецких солдат, и другой — для офицеров. Дополнением к домам терпимости был кожвендиспансер, который немцы открыли в доме Жеребцова. Здесь также был стационар для лечения заразившихся венерическими болезнями. Пропускная способность стационара составляла 30 человек. В наличии была 21 кровать и 9 кушеток.
С 1925 года до настоящего времени это жилой дом, в нём на первом этаже находится кожно-венерологический диспансер.